# Château les Carmes Haut-Brion
Le Château les Carmes Haut-Brion est un vignoble français situé à la jonction entre les communes de Pessac, de Mérignac et de Bordeaux. La production principale est un vin du même nom d’appellation Pessac-Léognan. Il est le seul château dont l'adresse est située à Bordeaux, au 20 rue des Carmes ; le château étant lui-même à Mérignac et les vignes à Pessac. Le château produit également en plus petite quantité un second vin : Le C des Carmes Haut-Brion.

## Histoire du domaine

### Les origines

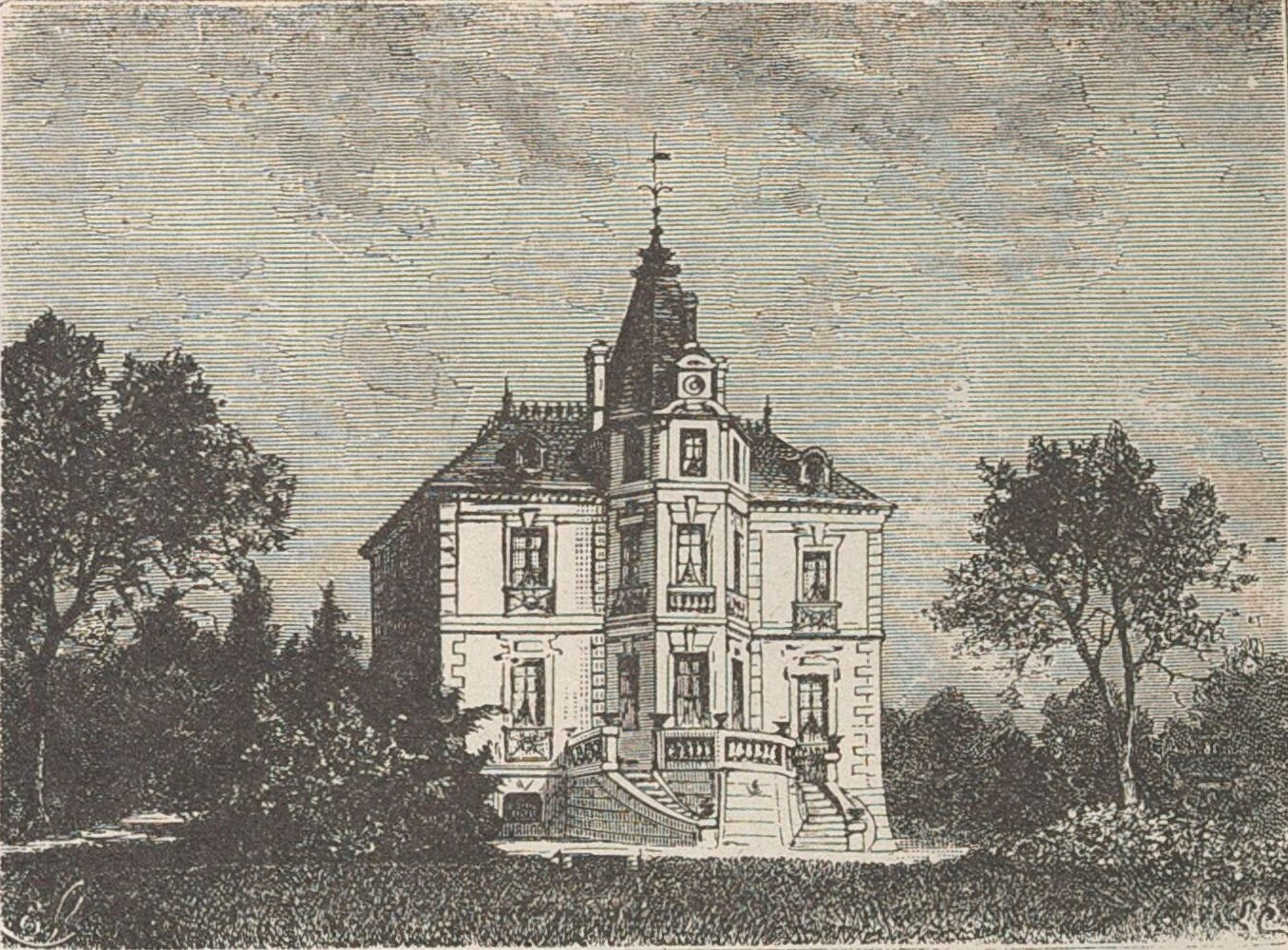
Illustration du Château les Carmes Haut-Brion en 1949.

En 1584, Jean de Pontac, seigneur du domaine Haut-Brion, fait don à l’ordre religieux catholique des Grands Carmes de Bordeaux d'un moulin situé sur la rivière Peugue, entouré de près, de vignes et de dépendances attenantes. En 1630, l'ordre des Grands Carmes agrandit le domaine en achetant des vignes situées sur le planter d'aubrion. Propriétaire du domaine pendant deux cents ans, les Carmes conservèrent l'appellation « Haut-Brion ». En 1791, lors de la confiscation des biens de l’Église pendant la Révolution, le domaine devient Bien National. Puis en 1840, le négociant en vins Léon Colin le rachète et le rebaptise Carmes-Haut-Brion. Il transmet ensuite la propriété à sa famille, Chantecaille, qui y fait construire au début du XIXe siècle le château toujours visible aujourd’hui, ainsi que le parc, dessiné par le paysagiste Louis-Bernard Fischer (qui a notamment dessiné le jardin public de Bordeaux). La famille conservera le domaine jusqu'en 2010.

### Histoire récente
Le groupe immobilier Pichet acquiert le domaine à la fin de l'année 2010. Plusieurs professionnels du secteur sont recrutés comme Guillaume Pouthier, le directeur d'exploitation, et Stéphane Derenoncourt, œnologue conseil[source secondaire souhaitée]. Le rachat initial a été suivi par l'acquisition de terroirs complémentaires, dont notamment 17 hectares d'un seul tenant, portant aujourd'hui la propriété à 35 hectares. Des installations inédites voient alors le jour. Les nouveaux chais et espaces d'accueil dessinés et conçus par Philippe Starck et Luc Arsène-Henry, inaugurés en 2016. Un nouveau bâtiment qui a coûté 10 millions d'euros aux nouveaux propriétaires. 
D'après l'architecte Luc Arsène-Henry : « la forme du chai est issue de sa fonction, avec ses cuves et barriques réparties de part et d’autre de l’allée centrale, elle rappelle les bateaux qui emmenaient le vin vers la Garonne ».

### Le nouveau chai
Le nouveau chai s’étend sur quatre niveaux et occupe une surface de près de 2 000 m2. Le bâtiment s'étend sur 80 mètres de longueur et 40 mètres de large, des piliers profonds de 42 mètres soutiennent cet ensemble en béton. Au premier étage 300 barriques sont disposées (le chai d'élevage). Cet étage se situe à 4 mètres sous le niveau de l’eau pour des questions de température et d’hygrométrie. Le deuxième étage est quant à lui consacré à la réception des vendanges et compte 23 cuves en bois, inox ou béton d'une capacité de 30 à 60 hectolitres (1 200 hectolitres au total), au troisième étage se trouve une salle de dégustation. Enfin au quatrième étage est installée une terrasse panoramique de 350 m2 présentant un panorama sur le domaine.

### L'art au chai
Chaque année un artiste différent est invité à s'exprimer sur l'une des 13 cuves en béton. Il doit donner « son interprétation » du millésime à travers une œuvre originale. Cette œuvre est ensuite reproduite sur les contre-étiquettes.
- Ara Starck, cuve no 18, « Lieu », millésime 2015[source secondaire souhaitée].
- Sergio Mora (Magico Mora[11][source insuffisante]), cuve n°6, « Jour et Nuit », millésime 2016[source secondaire souhaitée].
- Beniloys, cuve n°17, «Bijou», millésime 2017[source secondaire souhaitée].
- Collectif la Douceur, cuve n°7, «De la Terre au Verre», millésime 2018[source secondaire souhaitée].
- Gwendoline Finaz de Villaine, cuve n°8, «Equilibre Divin», millésime 2019[source secondaire souhaitée].

## Les vignobles

### Vignoble historique
Si levignoble était historiquement « hors les murs », il est aujourd'hui totalement entouré par la ville et constitue un vignoble citadin clos de murs. Le domaine, d'une superficie de 10 hectares dont 6 de vignoble, bénéficie d'un microclimat plus doux et un écosystème préservé qui œuvrent ensemble à la maturité du raisin. Le terroir, mélange de graves du Mindel, de sables et d’argiles sur un sous-sol calcaire, est composé de 40 % de cabernet franc, de 18 % de cabernet sauvignon et complété de merlot. Les vignes ont en moyenne 42 ans et sont plantées à 10 000 pieds par hectare[source secondaire souhaitée].

### Le vignoble contemporain
La propriété s’est étoffée de parcelles situées sur les communes de Martillac, Cadaujac et de Saint-Médard-d'Eyrans, rachetées successivement depuis 2011, portant aujourd’hui la superficie totale à 40 hectares. Ces parcelles sont destinées à la production du second vin de la propriété, Le C des Carmes Haut-Brion. Les vignobles, plantés à 62 % de cabernet sauvignon, 35 % de merlot et 3 % de petit verdot ont aujourd’hui une moyenne de 13 ans d’âge et reposent sur un terroir composé de graves du Gunz, de sables et d’argile.

## Les vins

### Élaboration des vins
La viticulture utilisée pour l’élaboration des vins est dite raisonnée et suit des méthodes traditionnelles. Depuis 2009, le travail des sols est entièrement biologique (uniquement des produits naturels). Les vendanges sont faites à la main et les tracteurs sont remplacés progressivement par des chevaux. La vinification, depuis 2012, s’opère en grains ronds avec une petite proportion de rafles dans des cuves allant de 21 à 86 hectolitres. Pour le Grand Vin, l’élevage s’effectue en barriques en bois (à 75 % neuves), en foudres et en amphores de terre cuite pour une durée de 18 à 24 mois[source secondaire souhaitée].
Pour le C des Carmes Haut-Brion, l’élevage s’effectue en barriques de bois à 30 % neuves pendant 12 à 18 mois, puis en cuve ciment[source secondaire souhaitée]. L'outil de production se situe quant à lui sur la commune de Martillac.

### Commercialisation d'un nouveau flacon: la Marie-Jeanne
Début 2019, le château a choisi de relancer un format de bouteille tombé en désuétude après avoir été à la mode au XIXe siècle, la Marie-Jeanne. Un flacon de 2,25 litres, conçu pour permettre une meilleure conservation du vin. 800 exemplaires ont été mis en bouteille dont 500 sont commercialisés. Le millésime 2016 a été choisi pour ce nouveau flacon avec un assemblage constitué de 41 % de cabernet franc, 39 % de merlot et de 20 % de cabernet sauvignon.